# Nomia trichonota
Nomia trichonota är en biart som beskrevs av Cockerell 1939. Nomia trichonota ingår i släktet Nomia och familjen vägbin. Inga underarter finns listade i Catalogue of Life.